# Culture de Peu-Richard
La culture de Peu-Richard est une culture du Néolithique, établie en Saintonge vers 3 400 av. J.-C. Son nom est lié aux nombreux vestiges découverts à proximité du lieu-dit Peu-Richard sur la commune de Thénac dans le département de la Charente-Maritime.

## Diffusion
Cette culture, dont l'origine est sans doute atlantique, se développe entre 3 400 à 2 900 av. J.-C. 
La culture du Peu-Richard suit celle des Matignons. Elle a peut-être aussi été influencée par la culture Seine-Oise-Marne.
Il a été établi un sous-faciès ultérieur et continental dit du Moulin-de-Vent, station type sur la commune de Montils, et localisé plus au sud-est, sur le cours inférieur de la Dordogne et le cours inférieur de la Garonne.

## Caractéristiques

### Céramique

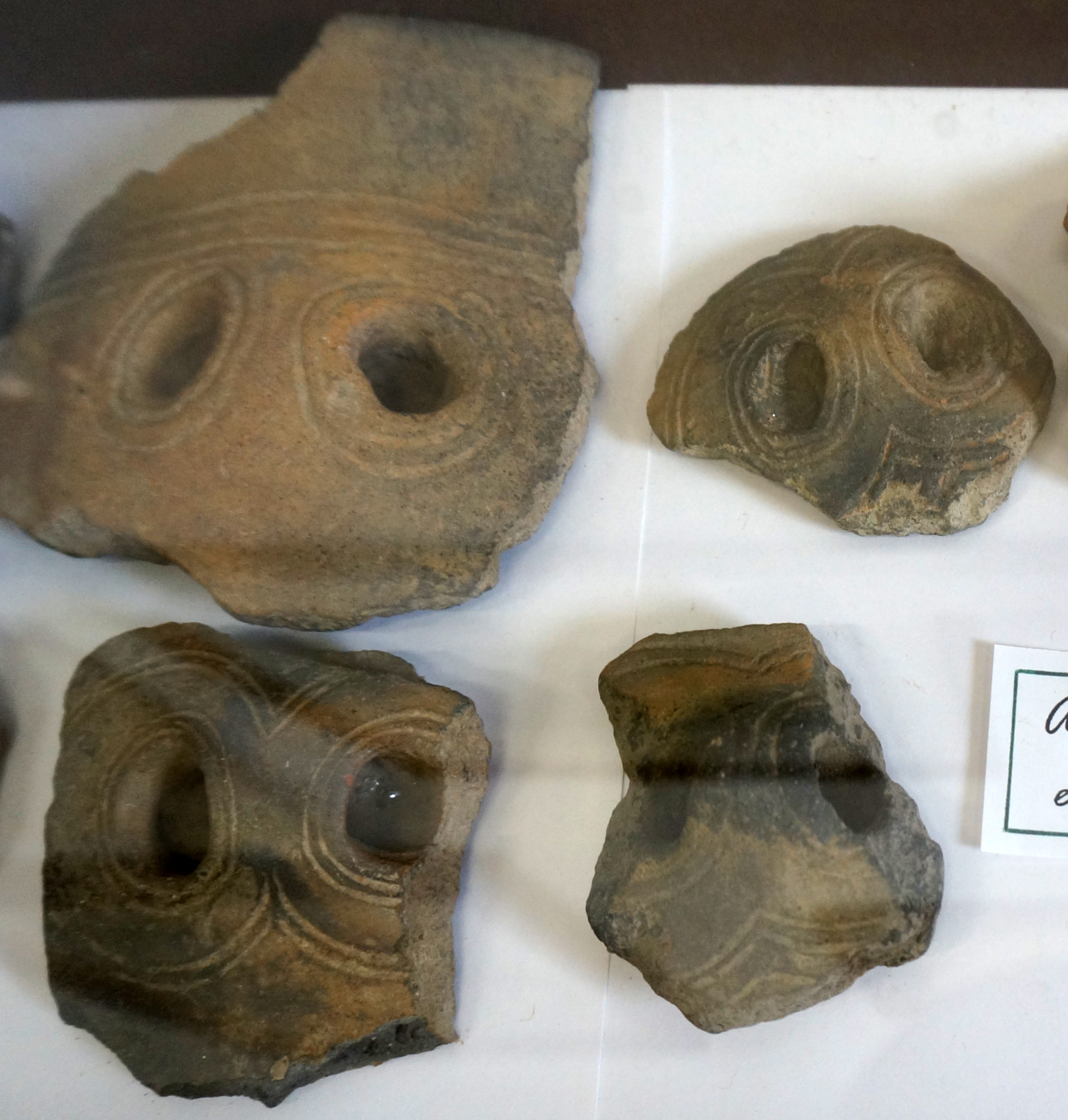
Poterie du Peu Richard avec des dépressions caractéristiques en forme d'œil

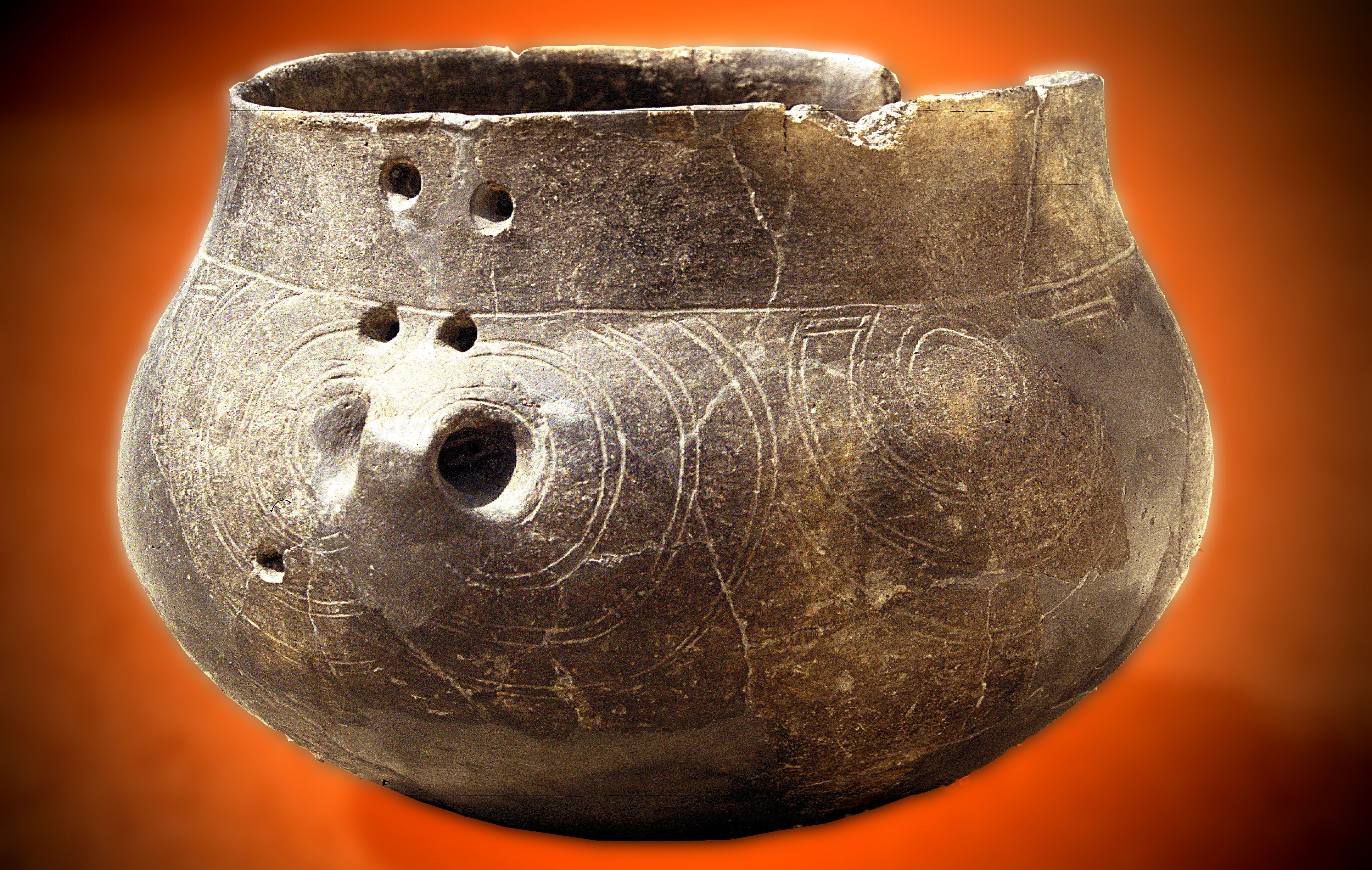
Vase provenant du camp néolithique de Diconche à Saintes

Cette culture se caractérise par une céramique au décor varié composé de cannelures superposées, d'incisions horizontales, de guirlandes (autour des anses), de grecques, chevrons, motifs rayonnants… Les céramiques se composaient principalement de vases de stockage mesurant jusqu'à un mètre de haut. Les orifices de certaines anses sont soulignés par des incisions évoquant des yeux leur donnant une allure anthropomorphe. Cette caractéristique en fait peut-être un dérivé de l'étape finale de la culture d'Alméria (es), en Espagne, qui précéda la culture de Los Millares (es) (voir la page de Los Millares).

### Outils de pierre
Les outils en pierre de la culture de Peu Richard ne présentent pas d'innovations majeures par rapport au Néolithique moyen et à la culture précédente des Matignons. En plus des grattoirs, perçoirs ou burins habituels apparaissent divers couteaux et très petits burins (micro-denticulés) à base de lames. Des outils de coupe ont été utilisés comme armement, dont la majorité avait une section transversale trapézoïdale. Les pointes de flèches acérées étaient soit du type de Sublaines, en Angoumois, soit à retouches bifaciales – que l'on retrouve aussi au sud de la vallée de la Charente.
Les techniques originelles ont subi de légers changements. Alors que dans le faciès continental, seuls des dispositifs de déchiquetage dur étaient encore utilisés, des dispositifs de déchiquetage doux étaient également utilisés dans la fabrication de lames dans le faciès atlantique. Les lames, pour la plupart assez courtes, provenaient principalement de noyaux unipolaires, plus rarement de noyaux bipolaires avec des plans de coupe opposés. Les réductions centripètes ou provenant de noyaux multipolaires sont restées dominantes. La méthode Kombewa fut également de plus en plus utilisée.

## Lieux de peuplement

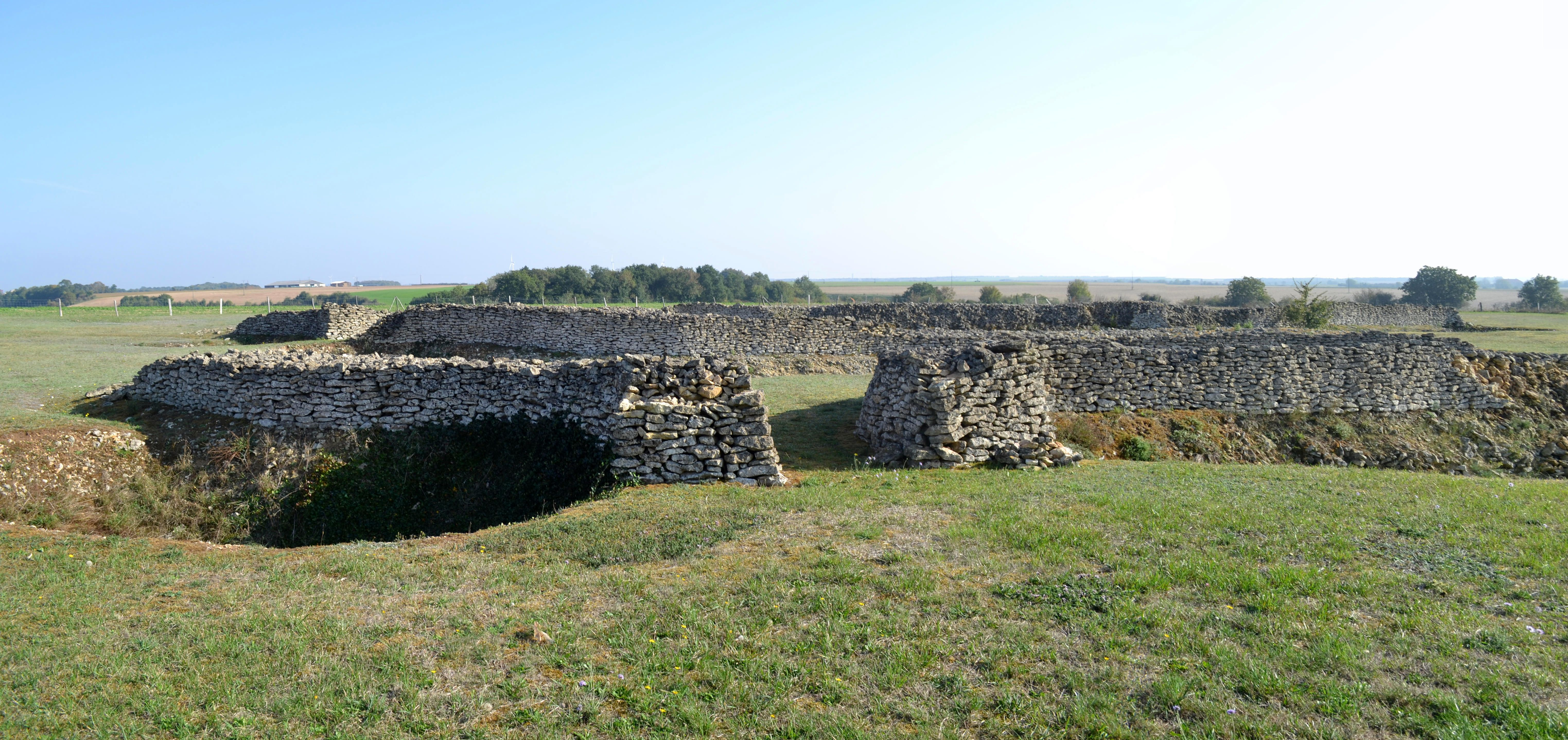
l'Enceinte de Champ Durand

L'habitat est regroupé dans des sites fortifiés de plus de 150 m de diamètre entourés de fossés de 5 m de large et 2 m de profondeur. L'enceinte de Champ Durand, sur la commune de Nieul-sur-l'Autise en Vendée, en est un exemple particulièrement impressionnant. D'autres fortifications ont été trouvés sur les communes de Barzan – lieu-dit de la Colline de la Garde, Semussac – Chante-Alouette et Chez Reine, L'Éguille – Les Flottes, Cozes – La Maison rouge, etc.

## Lieux de sépulture
On a trouvé des squelettes enterrés dans les fossés de sites fortifiés peu-richardiens et dans des dolmens – comme celui de Châteauroux à Tonnay-Charente. Des dolmens anciens de la période mégalithique pouvaient être réemployés pour servir de sépultures peu-richardiennes.